# Acide alpha-cétoglutarique
L’acide α-cétoglutarique, également appelé acide 2-oxoglutarique, est l'une des deux cétones dérivées de l'acide glutarique, l'autre étant l'acide β-glutarique, bien moins courant.
Sa base conjuguée est l'anion α-cétoglutarate, qui est un métabolite important. C'est le cétoacide issu de la désamination du glutamate, un acide aminé, par la glutamate déshydrogénase, et c'est un intermédiaire du cycle de Krebs, où il est formé par décarboxylation oxydative de l'isocitrate par l'isocitrate déshydrogénase, et forme la succinyl-CoA sous l'action du complexe α-cétoglutarate déshydrogénase. Il joue également un rôle physiologique de premier plan comme transporteur d'azote dans les cellules, et comme intermédiaire entre deux neurotransmetteurs antagonistes, le glutamate excitant et l'acide γ-aminobutyrique (GABA) inhibiteur.